# Laskár
Laskár – wieś (obec) w północnej Słowacji, w powiecie Martin, w kraju żylińskim. Pierwsze pisemne wzmianki o miejscowości pochodzą z roku 1255 i 1277.